# Główina
Główina – wieś sołecka w Polsce położona w województwie mazowieckim, w powiecie płockim, w gminie Brudzeń Duży.
| SIMC    | Nazwa      | Rodzaj                          |
| ------- | ---------- | ------------------------------- |
| 1059202 | Gospodarze | część wsi (zniesiona w 2023 r.) |
| 1059432 | Krużyce    | część wsi                       |
| 1059691 | Resztówka  | część wsi (zniesiona w 2023 r.) |

W latach 1975–1998 miejscowość administracyjnie należała do województwa płockiego. 

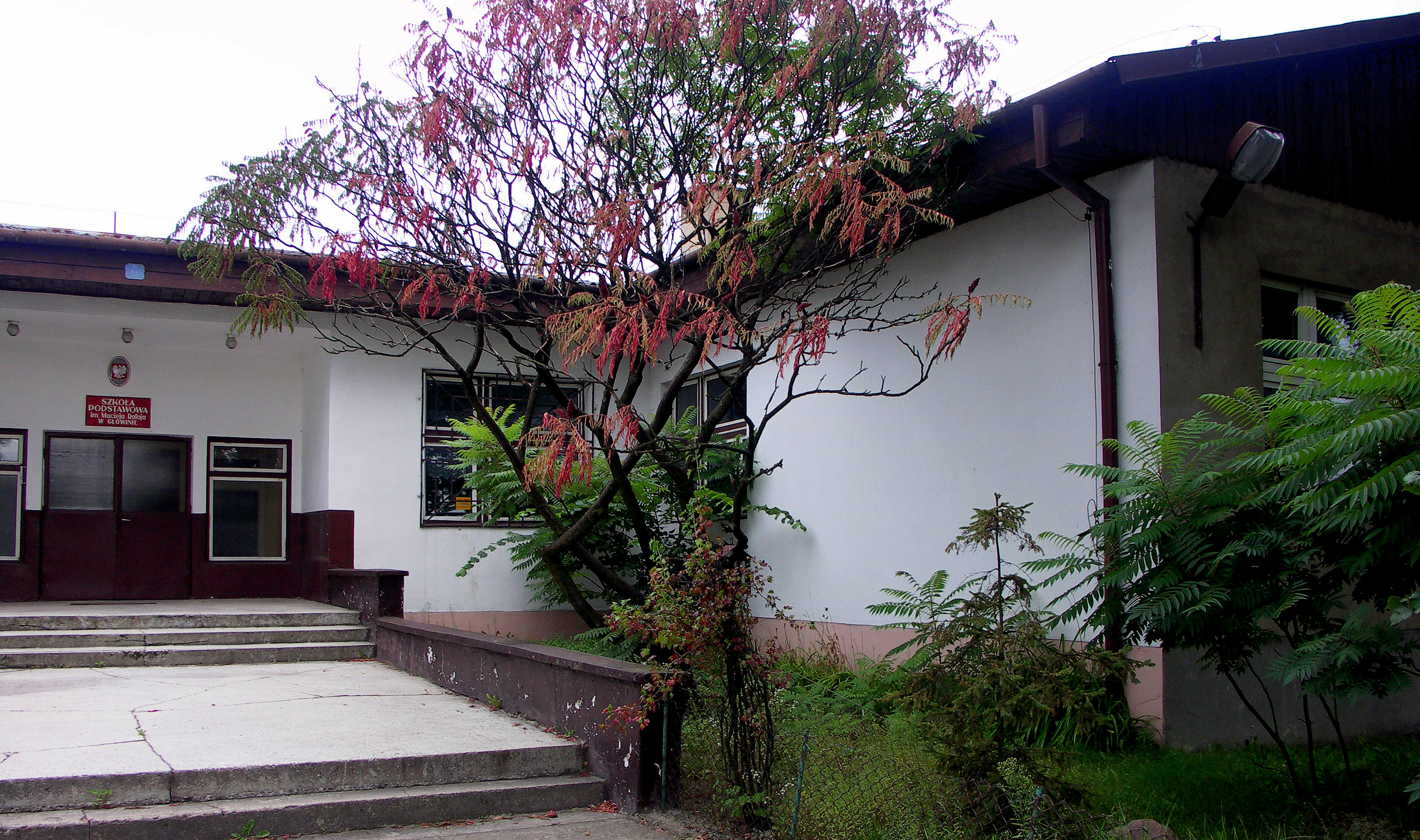
Budynek zlikwidowanej Szkoły Podstawowej im. Macieja Rataja w Główinie.